# Saga de Gautrek
La saga de Gautrek es una legendaria saga escandinava que fue llevada a texto hacia finales del siglo XIII y que sobrevivió solamente en manuscritos posteriores. Al parecer tuvo por objetivo ser una compilación de historias tradicionales, a veces humorísticas, sobre el legendario rey Gautrek de Västergötland, que sirviera como precuela a la ya existente Hrólfs saga Gautrekssonar (Saga de Hrólf, hijo de Gautrek).

## Sobre la saga
Tal cual como se presenta, la saga parece incompleta, ya que la obra promete retomar el relato del rey Gautrek de Götaland y sus hijos, a "la misma historia tal como se cuenta en Suecia", y esa promesa no es cumplida. Aún más, aparte de la referencia a Hrólfs saga Gautrekssonar, ningún hijo es mencionado. Pero Gautrek al parecer fue mencionado en muchos relatos, de acuerdo a un pasaje cerca del final, siempre mencionado por su generosidad y su valentía y su poca inteligencia. Es probable que hubiera muchos más relatos humorísticos a ese efecto que el autor planeó incluir.
El relato comienza con una explicación de las rarezas de Gautrek, relatando como su padre, el rey Gauti de Västergötland, se perdió mientras se encontraba cazando. Por este motivo debió pasar la noche en una aislada granja de extraños, podría decirse que rústicos campesinos locos: un granjero mezquino llamado Skafnörtung 'Piel de piedra', su igualmente mezquina esposa Tötra 'Jirones', y sus tres hijos y tres hijas. Esa noche Gauti engendró a Gautrek con Snotra que era la mayor de las hijas del granjero y supuestamente la más inteligente de ellos. El relato está lleno de humor macabro al relatar cómo uno a uno los miembros de esta extraña familia van suicidándose ante el problema más trivial, hasta que al final solamente Snotra y su hijo sobreviven. En ese punto Snotra lleva a su hijo a la corte de Gauti, y el rey Gauti, años más tarde, en su lecho de muerte, convierte a Gautrek en su heredero.
Luego, en un estilo muy diferente, la historia comienza con un recuento de los ancestros, nacimiento y primeras hazañas de Starkad que es quizás el más adusto y extraño de los héroes legendarios escandinavos. Este relato fue probablemente extraído o reconstruido de una saga perdida sobre Starkad e incluida solo porque el rey Vikar Haraldsson rey de Agder, que aparece en varias ocasiones es el padre del jarl Neri, quien juega un rol muy importante en el texto que le sigue y también porque Eirík, rey de Suecia, que aparece en ella fue un personaje prominente en Hrólfs saga Gautrekssonar. Un punto alto en esta sección es el evocador episodio donde Grani Horsehair, el "padre de la escarcha" de Starkad despierta a su "hijo de la escarcha" a medianoche, lo lleva a una isla donde once hombres están reunidos en consejo, y sentado en la duodécima silla se encuentra el dios Odín. Un extenso diálogo ocurre entre los dioses Thor y Odín en el cual ambos alternativamente conceden diferentes maldiciones y bendiciones a Starkad.
La historia luego relata el matrimonio de Gautrek con Alfhild, la hija del rey Harald de Wendland y de la subsecuente muerte de Alfhild debido a una enfermedad años más tarde, motivo por la cual el apenado Gautrek perdió la razón, y se mantuvo todo el tiempo sobre el montículo funerario de Alfhild, volando su halcón.
La sección final es un relato de una historia folclórica que relata como Ref, el hijo perezoso de un granjero, obsequió un estupendo buey de su padre al mezquino pero extraordinariamente inteligente jarl Neri y solicitó solamente el consejo de Neri a cambio. EL jarl Neri generalmente no aceptaba regalos porque era demasiado tacaño como para luego retribuirlos. Pero tomó el buey y le dio a Ref una piedra de afilar a cambio, diciéndole que debía emplearla como regalo para el rey Gautrek para así obtener grandes riquezas. Con el consejo de Neri, Ref visitó rey tras rey, en cada caso dando parte o todo de lo que había recibido del rey anterior y obteniendo así un regalo mejor. Al final, gracias al consejo de Neri y sus engaños, Ref obtuvo la mano de la hija de Gautrek, Helga y a Neri se le concedió el rango de jarl.

## Cronología legendaria
Snorri Sturluson presenta a Gauti y a Gautrek en su saga Ynglinga donde Gauti "de quien Gautland (Götaland) lleva su nombre" es mencionado como el padre de Gautrek el Amable, padre del rey Algaut, padre de Gauthild quien se casó con Ingjald, el infame hijo del rey Önund de Suecia. Esto haría a Gautrek aproximadamente contemporáneo con el padre de Önund, Yngvar o posiblemente con el padre de Yngvar, Eystein en cuyos días, de acuerdo a Snorri, el rey danés Hrólfr Kraki murió; y efectivamente Hrólf Kraki es uno de los reyes que Ref visita según la saga. Otro rey visitado por Ref es Ælle de Inglaterra y el histórico rey Ælle de Deira pudo bien ser contemporáneo del legendario rey Hrólf Kraki de Dinamarca. Sin embargo en la sección concerniente a Starkad, los reyes de Suecia son los hermanos Alrek y Eirík los cuales, si uno confiara en el orden de los reyes en la saga Ynglinga, se podría ubicar a Gautrek en generaciones más tempranas.
Sin embargo en la Bósa saga ok Herrauðs (La saga de Herraud y Bósi), el supuesto medio hermano de Gautrek, Hring es un contemporáneo del rey Harald Hilditonn.